# Nacionalismo chino

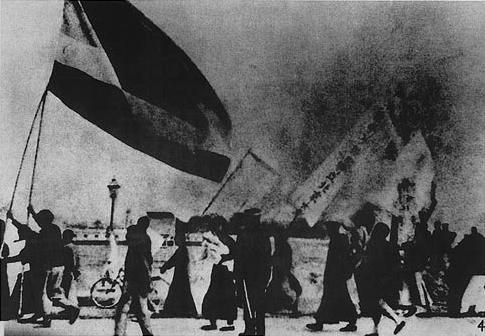
El Movimiento del Cuatro de Mayo marcó un punto de inflexión en la historia del nacionalismo chino en 1919.

El nacionalismo chino (chino simplificado: 中国民族主义; chino tradicional: 中國民族主義; pinyin: Zhōngguó mínzú zhǔyì) es una forma de nacionalismo existente en la República Popular China y en la República de China (Taiwán) que afirma que el pueblo chino es una sola nación y promueve la unidad cultural y nacional de todo el pueblo chino. Es significativamente distinto del nacionalismo Han, una forma de nacionalismo étnico aplicada exclusivamente a la etnia Han y, en casos extremos, un jingoísmo supremacista que considera a los Han superiores a otras etnias existentes. De acuerdo con la filosofía de Sun Yat-sen en los Tres Principios del Pueblo, el nacionalismo chino debe ser una forma de nacionalismo cívico construido sobre un valor unitario, sin embargo, esto no ha sido plenamente reconocido ni aplicado en la práctica por los sucesores.
El nacionalismo chino surgió a finales de la dinastía Qing (1636-1912) en respuesta a la humillante derrotas de las Guerras del opio, la primera guerra sino-japonesa y a la invasión y saqueo de Pekín por parte de la Alianza de las Ocho Naciones. En todos estos enfrentamientos, las secuelas obligaron a China a pagar reparaciones financieras y otorgar privilegios especiales a los extranjeros materializados en los tratados desiguales. La imagen nacional de China como un Imperio Celestial superior en el centro del universo se hizo añicos, y los esfuerzos de última hora para modernizar el antiguo sistema no tuvieron éxito. Estos esfuerzos de última hora fueron mejor ejemplificados por Liang Qichao, un reformador Qing tardío que no logró reformar el gobierno Qing en 1896 y luego fue expulsado a Japón, donde comenzó a trabajar en sus ideas sobre el nacionalismo chino. La historiografía china apoda al período comprendido entre la primera guerra del opio y la proclamación de la República Popular China como el Siglo de la humillación.
La Revolución de Xinhai de 1911 que puso fin a la monarquía supuso ante todo una revolución nacionalista, que sin embargo fracasó debido a los intentos del general Yuan Shikai de restaurar el imperio bajo su figura a la colaboración de los nuevos líderes chinos, como Duan Qirui con las potencias occidentales y Japón. Igualmente, los efectos de la Primera Guerra Mundial avivaron el nacionalismo chino. A pesar de unirse a las potencias aliadas, China volvió a ser severamente humillada por el Tratado de Versalles de 1919 que transfirió los privilegios especiales otorgados al Imperio alemán al Imperio de Japón. Esto resultó en el Movimiento del Cuatro de Mayo de 1919, una oleada de protestas contra Japón y sus Veintiuna exigencias. De la misma manera que la Revolución de Xinhai fue la base sobre la cual se levantó el Kuomintang, partido político nacionalista fundado por Sun Yat-sen,  el Movimiento del Cuatro de Mayo llevó a la creación del Partido Comunista Chino, que desde un principio tuvo un fuerte componente nacionalista bajo una forma de patriotismo socialista. Las campañas militares a gran escala dirigidas por el Kuomintang durante la Era de los Señores de la Guerra que dominaron a los señores de la guerra provinciales y redujeron drásticamente los privilegios especiales para los extranjeros ayudaron a fortalecer y engrandecer aún más el sentido de la identidad nacional china.
Después de que el Imperio de Japón fuera derrotado en la Segunda Guerra Mundial, el nacionalismo chino volvió a ganar terreno cuando China recuperó territorios perdidos que Japón había perdido anteriormente, incluidas Manchuria y la isla de Taiwán. Sin embargo, la guerra civil china (que se había detenido ante la invasión japonesa) se había reanudado, dañando la imagen de una identidad china unificada. Los comunistas obtuvieron la victoria en 1949, cuando el Kuomintang se retiró a Taiwán. Sin embargo, el nuevo gobierno de la República Popular China se mostró igualmente nacionalista, contrario al separatismo existente en el Tíbet y en Sinkiang y buscando la unificación de China, primero con la incorporación de Macao y Hong Kong, y posteriormente buscando la unificación con Taiwán.

## Base ideológica
El nacionalismo chino ha bebido de diversas fuentes ideológicas, muy diferentes entre sí, entre las que se incluyen el pensamiento chino tradicional, el progresismo americano, el marxismo y el pensamiento etnológico ruso. La ideología también está presente en muchas y a menudo diferentes manifestaciones. Entre estas manifestaciones se incluyen los Tres Principios del Pueblo, el comunismo chino, las opiniones contrarias al gobierno de los estudiantes en las protestas de Tian'anmen de 1989, camisas azules fascistas y el colaboracionismo con los japoneses bajo el gobierno.
Aunque los nacionalistas chinos se muestran de acuerdo en la idea de que un estado chino centralizado es algo deseable, casi todo lo demás está sujeto a un intenso y a veces amargo debate. Entre las cuestiones por las que los nacionalistas chinos discrepan se encuentran cuáles son las políticas que conducirán a una China fuerte, cuál debe ser la estructura del estado y sus objetivos, cómo deben ser las relaciones entre China y las potencias extranjeras y cuáles deben ser las relaciones entre la mayoría Han, los grupos étnicos minoritarios y los chinos en el extranjero.
Estas importantes variaciones en cómo ha sido el nacionalismo chino han sido expresadas por muchos comentaristas, entre los que se encuentra Lucian Pye, que defiende que revelan una falta de contenido en la identidad china. Sin embargo, otros defienden que la habilidad del nacionalismo chino para manifestarse en diferentes formas es un rasgo positivo que permite a 
la ideología transformarse en respuesta a crisis internas y acontecimientos exteriores.
Aunque la variedad entre las diferentes concepciones del nacionalismo chino es grande, los grupos nacionalistas chinos mantienen algunas similitudes. Todas las ideologías nacionalistas chinas tienen un alto concepto de Sun Yat-sen y se reclaman herederas ideológicas de los Tres Principios del Pueblo. Además, las ideologías nacionalistas chinas tienden a considerar tanto a la democracia como a la ciencia como fuerzas positivas, aunque a menudo muestran concepciones radicalmente diferentes de lo que significa "democracia".
Cuando se hace referencia a la guerra civil china, se suele llamar a las fuerzas aliadas del Kuomintang "nacionalistas", mientras que a las fuerzas lideradas por el Partido Comunista Chino "comunistas". Esta distinción se debe más que nada al nombre de los partidos, ya que Kuomintang (en chino tradicional, 中國國民黨) se traduce literalmente como «Partido Nacionalista Chino».

## Autoconsciencia china
Aunque ha existido un Estado chino consciente de sí mismo durante miles de años, la concepción china del mundo era básicamente una división entre mundo civilizado y mundo bárbaro en la que no se tenía conciencia de la creencia de que los intereses chinos debieran garantizare mediante un Estado chino poderoso. Autores como Lucian Pye han defendido que el moderno "Estado-nación" es fundamentalmente diferente de un imperio tradicional, aunque algunos han dicho que la dinámica de la actual República Popular China comparte una similitud esencial con los imperios regidos por la Dinastía Ming y la Dinastía Qing. Solo existieron unos pocos periodos de la historia de China en los que la lucha fue contra extranjeros (especialmente contra los mongoles y los Manchúes), mientras que todos los demás conflictos fueron sobre todo guerras civiles que condujeron a cambios dinásticos. Esta interesante particularidad de la historia china hizo que no llegara el momento de crear un Estado-nación chino hasta el contacto con los países occidentales en el siglo XIX.

## Nacionalismo chino y etnicidad
Definir las relaciones entre la etnicidad y la identidad china ha sido un asunto muy complejo a lo largo de la historia de China. En el siglo XVII, los Manchúes invadieron China y establecieron la dinastía Qing. Durante los siglos siguientes incorporaron grupos como los tibetanos, los mongoles, y los uigures de los territorios que controlaban. Los manchúes se enfrentaron con el problema de mantener la lealtad entre los pueblos sobre los que gobernaban mientras, al mismo tiempo, mantenían una identidad distintiva. El método por el que lo consiguieron fue reflejarse a sí mismos como sabios confucionistas cuyo objetivo era conservar y mantener la civilización china. A lo largo de los siglos los manchúes fueron asimilando gradualmente la cultura china y al final, muchos manchúes se identificaban como una etnia minoritaria proveniente de Manchuria. 
La complejidad de las relaciones entre etnicidad e identidad china se puede observar durante la rebelión Taiping, en la que los rebeldes lucharon fieramente contra los manchúes sobre la base de que eran bárbaros forasteros, mientras que otros lucharon fieramente a favor de los manchúes porque eran los conservadores de los valores chinos tradicionales. Fue ese el momento de la Historia en el que apareció el concepto de "chino Han" como medio de describir a la mayoría china.
A finales del siglo XIX, el nacionalismo chino identificaba "Han" con "chino" y pretendía derrocar a los manchúes, a los que consideraba fuera del ámbito de la nación china. Esto condujo a muchas rebeliones de chinos de la etnia Han. Sun Yat-sen declaró una vez: "Para restaurar nuestra independencia nacional, debemos restaurar la nación china. Para restaurar la nación china, debemos conducir a los bárbaros manchúes más allá de las montañas Changbai. Para deshacernos de los bárbaros, primero debemos derrocar al actual gobierno tiránico, dictatorial, feo, y corrupto de los Qing. ¡Compatriotas, una revolución es el único modo de derrocar al gobierno Qing!"
Tras la Revolución de Xinhai de 1911, la definición oficial de "chino" se extendió para incluir a etnias que no eran la Han como parte de una comprehensiva Zhonghua Minzu, aunque muchos historiadores defienden la idea de que fue debido a la percepción de que una definición estrecha de "chino" resultaría en una pérdida de territorio y de que los manchúes estaban demasiado integrados en la cultura e historia de China como para ser considerados un grupo foráneo.
El punto de vista oficial del nacionalismo chino durante las décadas de 1920 y 1930 estuvo muy influido por el modernismo y el darwinismo social, y abogaba por la asimilación cultural de los grupos étnicos dominados por el Estado Han, "culturalmente avanzado", para convertirse tanto nominalmente como de facto en miembros de la Zhonghua Minzu (nacionalidad china). En este proceso influyó el destino de estados multiétnicos como el Imperio austrohúngaro y el Imperio otomano, en comparación con el de estados monoculturales como Alemania.
Durante las siguientes décadas el nacionalismo chino fue influido por el pensamiento etnográfico ruso y la ideología oficial de la República Popular China, que afirma que los Han son uno de los muchos grupos étnicos, cada uno de ellos con una cultura y lengua que debe ser respetada. Sin embargo, muchos críticos afirman que a pesar de esta visión oficial, las actitudes asimilacionistas permanecen profundamente arraigadas y la visión popular de las relaciones de poder reales crea una situación en la que, en la práctica, existe un nacionalismo chino que supone la dominación de las áreas minoritarias por los Han y la asimilación de estos grupos minoritarios. 
Durante los años sesenta y setenta, el nacionalismo chino en la China continental se mezcló con la retórica del marxismo, y la retórica nacionalista se subsumió en gran parte en una retórica internacionalista. Por otro lado, el nacionalismo chino en Taiwán trataba básicamente de conservar los ideales y la herencia de Sun Yat-sen, el partido que fundó, el Kuomintang y el anticomunismo. Mientras que la definición de "nacionalismo chino" era diferente en la República de China y la República Popular China, ambas reclamaban territorios chinos como las islas Diaoyutai.
En la década de 1990 la mejora de la situación económica, la caída de la Unión Soviética y la ausencia de otra ideología legitimadora ha conducido, según la mayoría de los analistas, a un resurgir del nacionalismo en China.

## El nacionalismo chino y los chinos en el exterior
El nacionalismo chino ha mantenido relaciones cambiantes con los chinos residentes fuera de la China continental y Taiwán. Los chinos del exterior apoyaron fuertemente la Revolución de Xinhai de 1911. Tras la descolonización, los chinos del exterior fueron animados a verse a sí mismos como ciudadanos de sus propias naciones más que como parte del proyecto nacionalista chino. Como resultado, los chinos de Singapur y Malasia han separado el concepto de "chino étnico" del concepto de "chino político" y han rechazado explícitamente ser parte del proyecto nacionalista chino.
Durante la década de 1960, la República Popular China (RPC) y la República de China (RC) mantuvieron diferentes actitudes hacia los chinos en el extranjero. A los ojos del gobierno de la RPC, los chinos del exterior eran considerados agentes capitalistas, y mantener buenas relaciones con los gobiernos del sudeste asiático era más importante que mantener el apoyo de los chinos étnicos en aquellos países. Por contraposición, la República de China (Taiwán) deseaba mantener el apoyo de los chinos en el extranjero, como parte de una estrategia global para evitar el aislamiento diplomático y mantener su reivindicación de ser el único gobierno legítimo de China.
Con las reformas de Deng Xiaoping la actitud de la RPC hacia los chinos del exterior pasó a ser mucho más favorable, y empezaron a ser considerados como fuente de capital y conocimientos. En la década de 1990, los esfuerzos de la RPC hacia los chinos del exterior se centró en mantener la lealtad de los recién emigrados, que eran básicamente estudiantes que acababan de emigrar, en especial a los Estados Unidos.

## Nacionalismo chino y Taiwán
Un objetivo común de los nacionalistas chinos en la actualidad es la "reunificación" de China continental y Taiwán. Aunque este ya era un objetivo común declarado tanto por la RPCh como por la República de China antes de 1991, ambas partes difieren en la forma de la unificación.
Después de 1981, la República de China cambió su apoyo a una eventual unificación por una posición más ambigua. Una razón para la ambigüedad es la amenaza llevada a cabo por la RPCh de que pasaría a la acción militar en caso de que se proclamara una "República de Taiwán". Otra razón es la división interna dentro de la República de China, entre defensores del nacionalismo chino, que defienden la "reunificación", y defensores de la independencia de Taiwán, que rechazan la unificación política como objetivo último y creen que Taiwán debe continuar siendo un Estado propio separado de la RPCh.
Gran parte de la disputa sobre si "reunificar" Taiwán y China continental ha sido acallada en Taiwán debido a un consenso generado entre ambos bandos taiwaneses para mantener, al menos temporalmente, el statu quo, es decir, continuar con la situación actual. A pesar del consenso respecto del statu quo, la relación entre nacionalismo chino y Taiwán es controvertida, con gran parte de la controversia centrada en asuntos simbólicos como el uso del nombre de "República de China" como nombre oficial de Taiwán. En general, prácticamente nadie en Taiwán apoya la unificación inmediata y la discusión se centra en aspectos culturales y en cómo deben los taiwaneses verse a sí mismos. Los partidarios de la coalición azul tienden a ver China como una oportunidad económica y cultural y creen en agrandar los vínculos entre Taiwán y el continente así como la identidad china común, mientras que los partidarios de la coalición verde ven Taiwán como una nación independiente cuya identidad propia e independencia deben ser conservadas.

## Antinacionalismo y oposición
Además del movimiento por la independencia de Taiwán, existen varias ideologías que se oponen al nacionalismo chino.
Los opositores al nacionalismo chino lo atacan desde varios flancos. Algunos afirman que el nacionalismo chino es inherentemente atrasado y dictatorial e incompatible con un Estado moderno. Otros defienden que el nacionalismo chino es fundamentalmente una ideología imperialista o racista, que en la práctica ha conducido a la opresión de grupos como los tibetanos y uigures. Por otro lado, los nacionalistas chinos se defienden diciendo que el nacionalismo chino surgió en una era de imperialismo y que fue esencial para la fundación del Estado chino moderno, libre de la dominación extranjera. En ese aspecto, el nacionalismo chino tiene un origen antiimperialista que lo diferencia de los tipos de nacionalismo que condujeron a Estados fascistas o como la Alemania Nazi.

## Nacionalismo populista chino
Durante los años noventa, los intelectuales chinos han debatido el significado político del ascenso del nacionalismo en China. De estos debates ha emergido un nacionalismo populista que afirma que el nacionalismo antiimperialista ha dado a China un valioso espacio público para la participación popular fuera de las instituciones políticas del país y que los sentimientos nacionalistas en una situación poscolonial representan una forma democrática de actividad cívica. Quienes abogan por esta teoría promueven el nacionalismo como un ideal de política populista que encierra la legitimidad democrática que reside en la voluntad popular.
Sus detractores, en cambio, critican el nacionalismo populista en la China actual, especialmente el que se expresa en Internet como una cultura en la que los "guardias rojos de Internet" gritan obscenidades, no solo contra los "demonios extranjeros", sino también contra moderados y liberales que avisan contra los peligros que el nacionalismo puede suponer para la modernización de China. El nacionalismo chino ha encontrado recientemente una válvula de escape en el sentimiento antijaponés.
El nacionalismo populista es un desarrollo tardío del nacionalismo chino de los noventa. Comenzó a tomar forma reconocible en 1996, como resultado conjunto de la evolución del pensamiento nacionalista de principios de los noventa y los debates sobre la modernidad, el posmodernismo, el poscolonialismo y sus implicaciones políticas.